# روني تايلر
روني تايلر (بالإنجليزية: Ronnie Tyler)‏ هو لاعب كرة قدم أمريكية أمريكي، ولد في 10 أكتوبر 1988.